# Stjälkröksvamp
Stjälkröksvamp (Tulostoma brumale) är en svampart som beskrevs av Pers. 1794. Enligt Catalogue of Life ingår Stjälkröksvamp i släktet Tulostoma,  och familjen Agaricaceae, men enligt Dyntaxa är tillhörigheten istället släktet Tulostoma,  och familjen stjälkröksvampar. Arten är reproducerande i Sverige. Inga underarter finns listade i Catalogue of Life.

## Bildgalleri

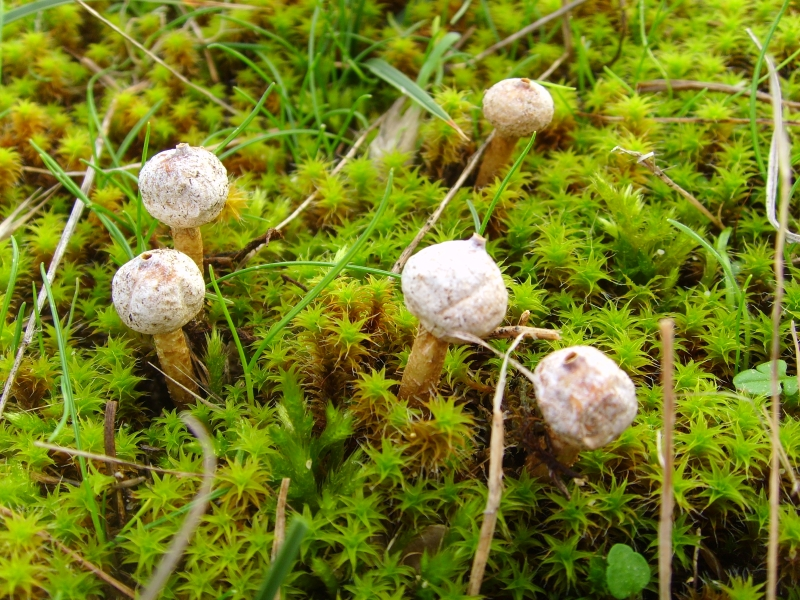
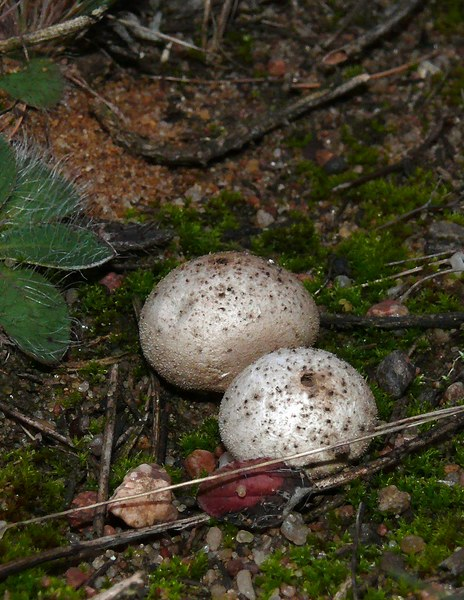
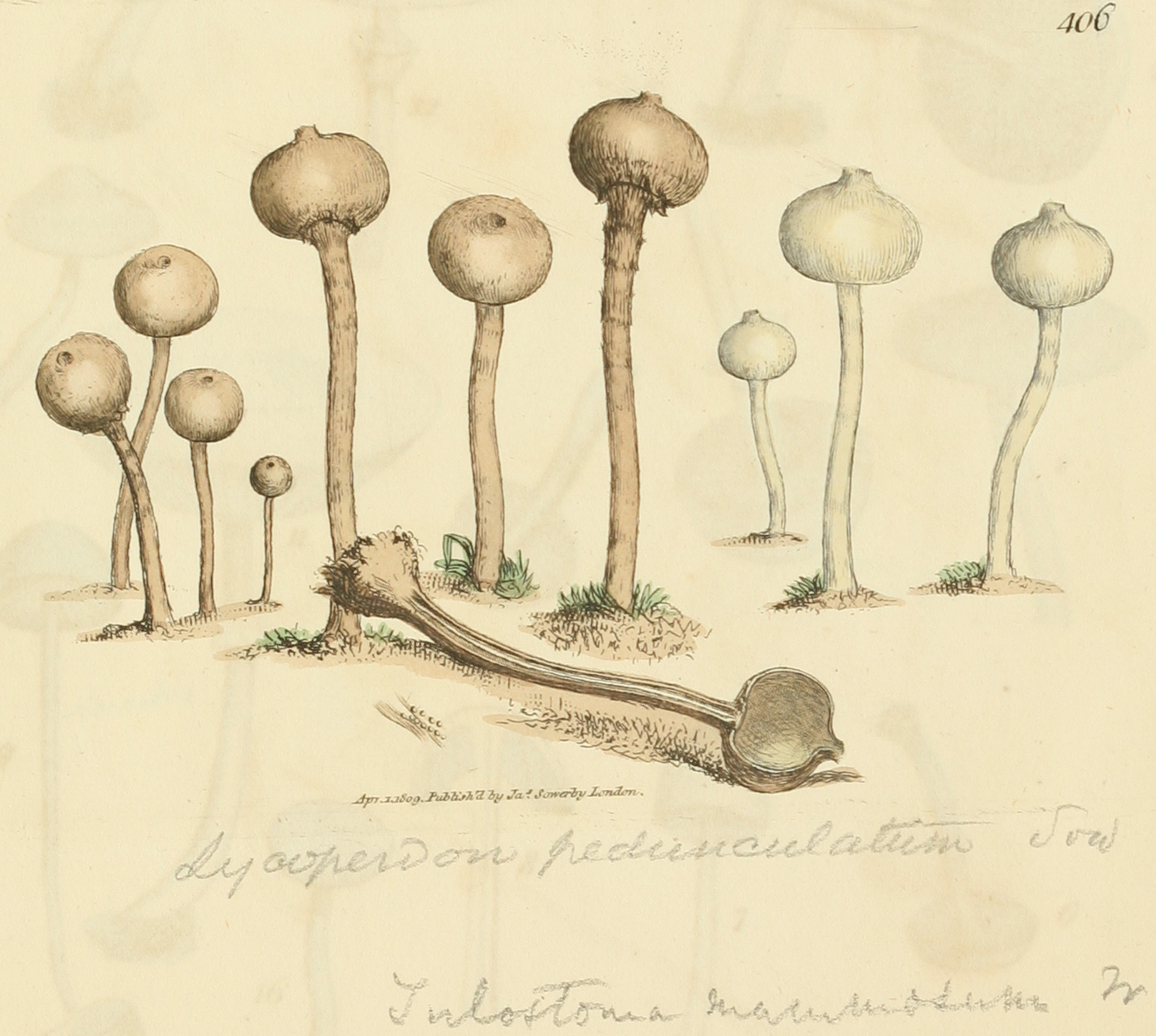